# Sibiti

Sibiti é uma cidade e uma comuna da República do Congo, capital do departamento de Lékoumou. Tinha uma população de 33 887 habitantes em 2023, data do último censo oficial do país.